# 리머스 루핀
리머스 존 루핀(Remus John Lupin)은 해리 포터 시리즈의 등장 인물 가운데 한 명이다. 해리 포터가 3학년때 호그와트에서 어둠의 마법 방어술을 가르쳤다. 호그와트의 졸업생이고, 해리의 아버지 제임스 포터와 해리의 대부 시리우스 블랙과 동창이었다. 그는 펜리 그레이백에 의해 늑대인간이 되었고, 제임스 포터와 시리우스 블랙이 애니마구스가 된 것도 루핀을 위해서였다. 리머스 루핀은 불사조 기사단과 마루더즈의 일원이고 해리 포터가 3학년일 때는 호그와트에서 어둠의 마법 방어술 과목을 가르쳤으며 같은 시기 해리에게 패트로누스 마법을 가르쳐 주었다. 그러나 스네이프 교수가 리머스 루핀이 늑대인간임을 마법부에 알려 1년만에 해고당한다. 그 후 님파도라 통스와 결혼하여 그녀의 남편이 되며 아들 에드워드 리머스 루핀을 낳고 1998년 5월 2일 호그와트 전투에서 안토닌 돌로호프에 의해 살해당한다. 